# Republic Steel
Republic Steel es un fabricante de acero estadounidense que llegó a ser el tercer mayor productor siderúrgico del país. La compañía fue fundada como Republic Iron and Steel Company en Youngstown (Ohio) en 1899. Después de alcanzar su máxima expansión a principios del siglo XX, Republic sufrió grandes pérdidas económicas y finalmente fue vendida antes de resurgir a principios de la década de 2000 como una empresa subsidiaria. A comienzos del siglo XXI, la compañía estaba dedicada a la fabricación de barras de acero de calidad especial (SBQ) y empleaba a unas 2000 personas, siendo propiedad del Grupo Simec, un conglomerado empresarial con sede en Guadalajara, México.

## Historia corporativa

### Orígenes y crecimiento

Antiguo logotipo de Republic Steel

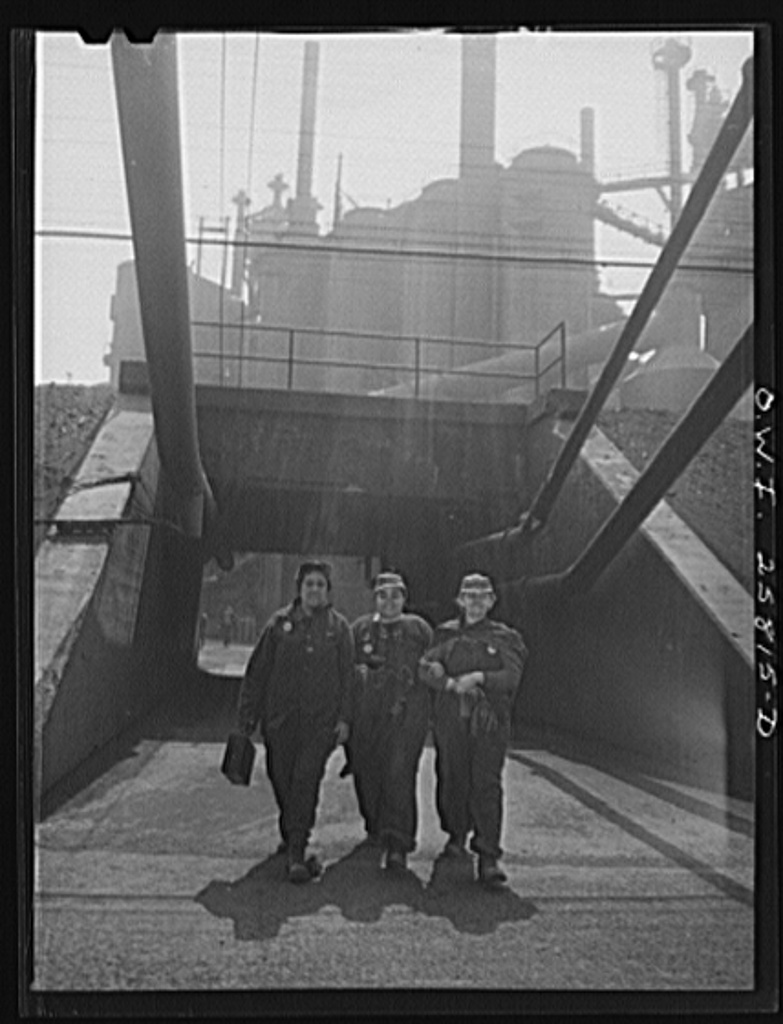
Trabajadoras abandonan la planta de Republic Steel en Búfalo (Nueva York) en 1943

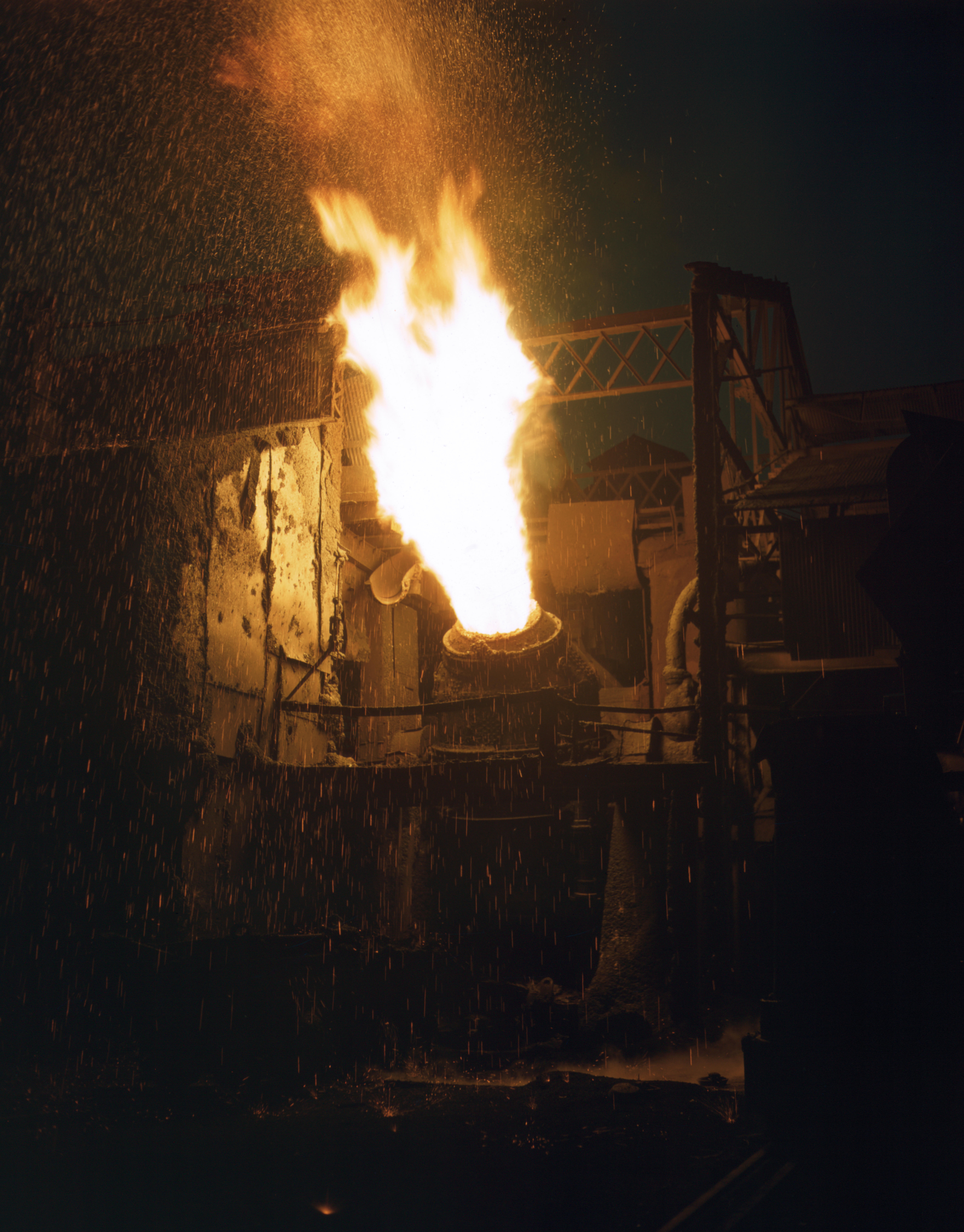
Soplado del hierro fundido en un convertidor Bessemer para convertirlo en acero durante la Segunda Guerra Mundial (1941)

En 1927, Cyrus S. Eaton adquirió y combinó Republic con varias otras pequeñas empresas siderúrgicas, con el objetivo de volverse lo suficientemente grande como para competir con U.S. Steel. La recién reorganizada Republic Steel Corporation tenía su sede en Cleveland, Ohio, y se convirtió en la tercera compañía siderúrgica más grande de Estados Unidos, solo por detrás de U.S. Steel y Bethlehem Steel después de adquirir Bourne-Fuller Company y Central Alloy Steel Company (ubicada en Massillon (Ohio)) en la década de 1930.
Tom M. Girdler se convirtió en el primer presidente del consejo de administración. Eaton contrató a Girdler, que procedía de la empresa Jones and Laughlin Steel Company, de la que era presidente. Girdler modernizó Republic Steel con la introducción de mejores aleaciones como el "acero ligero". Durante la Segunda Guerra Mundial, cuando aún era presidente de Republic Steel, Girdler se mudó a California para servir como director ejecutivo de Consolidated Aircraft, un fabricante de aviones militares. Después de la guerra, Girdler dejó Consolidated para dirigir el departamento de aviación de Republic.
Republic Steel era conocida por sus problemas laborales durante la Depresión. El Día de los Caídos, el 26 de mayo de 1937, una huelga acabó transformándose en la masacre del Día de los Caídos de 1937, en la que la policía de Chicago disparó contra un grupo desarmado de manifestantes y mató a diez trabajadores, a cuatro de ellos en el acto. Esto fue documentado por el cortometraje de 1937 Republic Steel Strike Riot Newsreel Footage. Girdler nunca firmó el acuerdo solicitado.
Cuando Girdler se jubiló en 1945, Charles M. White fue nombrado presidente de la empresa. White era el protegido de Girdler en Jones & Laughlin Steel y fue nombrado vicepresidente adjunto a cargo de operaciones en Republic Steel en mayo de 1930. Cinco años más tarde, cuando Girdler fue nombrado presidente de Republic Steel, White fue ascendido para ser su vicepresidente de operaciones. En 1945, White fue elegido presidente de Republic Steel por la junta directiva de la compañía. Reemplazó a Rufus Wysor, quien se retiró. En 1960, a la edad de 70 años, Charles M. White se retiró como presidente de Republic Steel. Permaneció en el consejo de administración hasta 1966, y se le otorgó el título de presidente de honor.
Thomas Patton, un abogado que intervino en la fusión que formó Republic Steel, fue contratado en 1936 para formar el departamento legal interno de Republic. Como abogado general en las décadas de 1930 y 1940, negoció con los trabajadores en nombre de la gerencia durante las huelgas siderúrgicas, y con posterioridad llegó a presidir la compañía, tras ser su director ejecutivo.

### Innovaciones
Republic Steel construyó una laminadora de acero en 1958 en Cotorro, Cuba. El gerente de la planta, Ernest Breedlove, huyó de Cuba con su nueva esposa cubana cuando Fidel Castro confiscó la planta y envió la maquinaria recién instalada a la Unión Soviética. Breedlove construyó otra planta moderna para la Compañía Fundidora de Fierro y Acero de Monterrey, S. A. en Monterrey México, y luego sería pionero en el concepto de las mini acerías en Nucor Steel.
Fue una de las últimas empresas siderúrgicas importantes en usar la magnetita con bajo contenido de fósforo procedente de Adirondack, y operó Chateaugay Ore & Iron Company en Lyon Mountain de 1939 a 1967. La mina Chateaugay fue una de las explotaciones comerciales de mineral de hierro más profundas de los Estados Unidos, con galerías que llegaron a alcanzar 3500 pies (1050 m) por debajo de la superficie.

### Decadencia, fusión y relanzamiento
Republic Steel siguió siendo próspera hasta la década de 1970, cuando el aumento de las importaciones extranjeras, los costos laborales y otros factores causaron grandes tensiones en toda la industria del acero en los EE. UU.
En 1984, Republic se fusionó con la subsidiaria Jones and Laughlin Steel de Ling-Temco-Vought, y la nueva entidad se conoció como LTV Steel. Un plan de propiedad de acciones para empleados implicó la compra de la división de barras de acero de LTV, rebautizada como Republic Engineered Steels en 1989. En 1998, Republic Engineered Steels se fusionó con Bar Technologies para convertirse en Republic Technologies International. Otra nueva compañía, Republic Engineered Products, se fundó en diciembre de 2003 con la compra de activos operativos de Republic Engineered Products LLC. En julio de 2005 RES fue adquirida por Industrias CH, S.A de C.V. (ICH). En septiembre de 2011, RES cambió su nombre a Republic Steel.

### Historia corporativa reciente
En abril de 2014, la compañía acordó pagar una multa de 2,4 millones de dólares a la Administración de Seguridad y Salud Ocupacional (OSHA) y acordó "resolver supuestas infracciones relativas a las normas de seguridad y salud" en cuatro instalaciones de Republic Steel: en Canton, Lorain y Massillon en Ohio, y en Blasdell, Nueva York. La OSHA manifestó que se encontraron más de 100 violaciones en la normativa de seguridad y salud en las instalaciones gestionadas por Republic.

## Lecturas relacionadas
- Ruminski, Clayton J. (2017). Iron Valley: The Transformation of the Iron Industry in Ohio’s Mahoning Valley, 1802–1913. Ohio State University Press.